# Ampilly-le-Sec
Ampilly-le-Sec är en kommun i departementet Côte-d'Or i regionen Bourgogne-Franche-Comté i östra Frankrike. Kommunen ligger i kantonen Châtillon-sur-Seine som tillhör arrondissementet Montbard. År 2022 hade Ampilly-le-Sec 329 invånare.

## Befolkningsutveckling
Antalet invånare i kommunen Ampilly-le-Sec
Referens:INSEE